# 강후초등학교
강후초등학교는 대한민국 인천광역시 강화군 하점면 강화서로 915-1 (이강리)에 있었던 초등학교이다.

## 연혁
- 1945년 6월 21일 하점공립국민학교 강후분교장 설립
- 1961년 3월 31일 독립교로 승격
- 1996년 3월 1일 강후초등학교로 개칭
- 2000년 3월 1일 폐교